# Mu Lupi
Mu Lupi (μ Lupi, μ Lup) è un sistema stellare situato nella costellazione del Lupo. Tale sistema, composto da tre o forse quattro stelle, così come altre stelle della costellazione del Lupo, è un membro dell'associazione stellare Scorpius-Centaurus, e più precisamente del sottogruppo Centauro superiore-Lupo. Situato a circa 340 anni luce dal sistema solare, come calcolato dalla parallasse misurata da Hipparcos, la sua magnitudine apparente pari a +4,29 (diminuita, alla detta distanza, di un fattore di estinzione di 0,13±0,01 a causa della polvere interstellare) fa sì che questo sistema sia visibile a occhio nudo nell'emisfero australe.

## Caratteristiche del sistema
Le due componenti principali del sistema, chiamate Mu Lupi A e Mu Lupi B, sono separate da una distanza angolare pari a 1,1 arcosecondi, mentre la componente Mu Lupi C, una stella bianca di sequenza principale classificata come A2 V, è separata dalla coppia AB di 22,6 arcosecondi, e potrebbe avere moto proprio comune con la suddetta coppia. Una quarta componente, Mu Lupi D, posta a una distanza angolare di 6,15 arcosecondi dalla componente A, potrebbe infine essere una nana bruna.